# Dărjava, Stara Zagora
Dărjava (în bulgară Държава) este un sat în comuna Cirpan, regiunea Stara Zagora,  Bulgaria. 

## Demografie
Componența etnică a satului Dărjava
     Turci (5%)
     Bulgari (95%)
     Nicio identificare (0%)
     Altele (0%)
La recensământul din 2011, populația satului Dărjava era de 140 locuitori. Din punct de vedere etnic, majoritatea locuitorilor (95,0%) erau bulgari, cu o minoritate de turci (5,0%). Pentru 0,0% din locuitori nu este cunoscută apartenența etnică.